# Conops scutellatus
Conops scutellatus – gatunek muchówki z podrzędu krótkoczułkich i rodziny wyślepkowatych.
Gatunek ten opisany został w 1804 roku przez Johanna Wilhelma Meigena.
Muchówka o smukłym ciele długości od 9,5 do 10,5 mm. Głowa jej ma na żółtym czole czarną, wąską, poprzeczną przepaskę, rozszerzoną przy czułkach w plamę, natomiast pozbawiona jest czarnych plam na policzkach. Brzegi żółtej twarzy porasta białe opylenie. Ryjek jest długi, cienki, czarny. Czarny tułów ma całkowicie żółtą tarczkę, żółte guzy zaskrzydłowe oraz pionowe, srebrne pasy na bokach. Skrzydła cechuje przydymienie przedniego brzegu. Barwa przezmianek jest pomarańczowożółta. Odnóża są żółte z czarnymi włoskami i czarnymi dwoma ostatnimi członami stóp, a pozostałymi ich członami przyciemnionymi. Czarny odwłok ma żółte, pośrodku przewężane przepaski. Narządy rozrodcze cechuje mała teka.
Owad znany z Hiszpanii, Andory, Francji, Belgii, Holandii, Niemiec, Szwajcarii, Austrii, Włoch, Polski, Czech, Słowacji, Węgier, Ukrainy i Rumunii. Larwy są pasożytami osy dachowej.